# ペルゴラ
ペルゴラ（伊: Pergola）は、イタリア共和国マルケ州ペーザロ・エ・ウルビーノ県にある、人口約5,800人の基礎自治体（コムーネ）。

## 地理

### 位置・広がり
ペーザロ・エ・ウルビーノ県のコムーネ。ウルビーノから南東へ24km、ペーザロから南へ39kmの距離にある。

#### 隣接コムーネ
隣接するコムーネは以下の通り。括弧内のANはアンコーナ県所属を示す。
- アルチェーヴィア (AN)
- カーリ
- フォッソンブローネ
- フラッテ・ローザ
- フロントーネ
- サン・ロレンツォ・イン・カンポ
- サッソフェッラート (AN)
- セッラ・サンタッボンディオ

### 気候分類・地震分類
ペルゴラにおけるイタリアの気候分類 (it) および度日は、zona E, 2264 GGである。
また、イタリアの地震リスク階級 (it) では、zona 2 (sismicità media) に分類される。

## 行政

### 分離集落
以下の分離集落（フラツィオーネ）がある。
- Bellisio Alto, Bellisio Solfare, Cartoceto, Fenigli, Madonna del Piano, Mezzanotte, Montaiate, Monterolo, Montesecco, Montevecchio, Pantana, Pantana Serralta, Percozzone